# Charles Jules Labarte
Charles Jules Labarte, född 23 juli 1797, död 14 augusti 1880, var en fransk konstkritiker.
Labarte utgav flera arbeten om fransk och orientalisk konst, det mest betydelsefulla av dessa var Histoire des arts industriels au moyen âge et à l'époque de la renaissance (1864-66, ny upplaga 1872-73).